# ARASHI アラフェス NATIONAL STADIUM 2012
『ARASHI アラフェス NATIONAL STADIUM 2012』（アラシ アラフェス ナショナル スタジアム 2012）は、日本の男性アイドルグループ・嵐のライブ・ビデオ。2012年12月26日にJ Stormから発売された。

## 概要
2012年9月20・21日に国立競技場にて行われたリクエストライブ「アラフェス」から、最終日となる9月21日公演をメインに収録（一部初日となる9月20日公演も収録）。
通常盤初回プレスと通常盤の2種類で発売。
2020年4月18日よりYouTubeにて、本作の本編映像（MC、オレフェスコーナー、アンコール一部除く）が配信された。

## チャート成績
2013年1月7日付オリコン週間DVDチャートで初週62.4万枚を売り上げ、初登場1位を獲得。初週60万枚突破は『ARASHI 10-11 TOUR "Scene"〜君と僕の見ている風景〜 STADIUM』（2011年）以来で、同時に「ARASHI 10-11 TOUR "Scene"〜君と僕の見ている風景〜 STADIUM」の初週売上記録61.8万枚を超え、音楽DVD初週売上歴代最高記録を更新した。翌週の1月14日付オリコン週間DVDチャートでも5.5万枚を売り上げて2週目の1位を獲得。これにより嵐のDVDの総売上は705.7万枚となり、前人未到となるDVD総売上700万枚を突破、歴代1位記録を更新した。さらに、翌々週にあたる1月21日付オリコン週間DVDチャートでも2.7万枚を売り上げ、3週目となる1位を獲得。音楽DVDによる総合チャートでの3週連続1位は『Mr.Children DOME TOUR 2009 〜SUPERMARKET FANTASY〜 IN TOKYO DOME』（Mr.Children、2010年）以来2年8ヵ月ぶり。嵐のDVDでは『ARASHI AROUND ASIA 2008 in TOKYO』（2009年）に続き2度目で、1999年のオリコンDVDランキング集計開始以来、同一アーティストによる3週以上の複数週1位獲得作品の複数回達成は史上初である。

## 収録曲

### 本編映像

#### Disc 1
1. Happiness
2. 五里霧中
3. CARNIVAL NIGHT part2
4. Løve Rainbow
5. Step and Go
6. ワイルド アット ハート
7. Summer Splash!
8. Love Situation
9. ファイトソング
10. Friendship - 相葉雅紀
11. Shake it ! - 松本潤
12. season
13. 夏の終わりに想うこと
14. Still...
15. T.A.B.O.O - 櫻井翔
16. PIKA★★NCHI DOUBLE
17. Troublemaker
18. エナジーソング〜絶好調超!!!!〜
19. スケッチ
20. Kissからはじめよう
21. Gimmick Game - 二宮和也
22. Rain - 大野智
23. Magical Song - 相葉雅紀
24. MIKOSHIBOY - 大宮SK（二宮和也・大野智）
25. Re(mark)able - 櫻井翔
26. La tormenta 2012
27. 時計じかけのアンブレラ
28. One Love
29. truth
30. 5×10

#### Disc 2
1. Face Down
2. 迷宮ラブソング
3. Oh Yeah!
4. ハダシの未来
5. A・RA・SHI
6. 感謝カンゲキ雨嵐
7. 証
8. 言葉より大切なもの
9. Love so sweet
10. サクラ咲ケ
11. EYES WITH DELIGHT
12. voice

### 特典映像
Disc 2
1. Green
2. Hey Hey Lovin' You

## コンサート日程
|        | 開催日   | 開演時間 | 会場             |
| 2012年 | 2012年   | 2012年   | 2012年           |
| ------ | -------- | -------- | ---------------- |
| 1      | 09月20日 | 17:30    | 国立霞ヶ丘競技場 |
| 1      | 09月21日 | 17:30    | 国立霞ヶ丘競技場 |

## ランキング

### シングル曲
1. Face Down
2. ワイルド アット ハート
3. truth
4. PIKA★★NCHI DOUBLE
5. A・RA・SHI
6. Happiness
7. Monster
8. Step and Go
9. 感謝カンゲキ雨嵐
10. Love so sweet

### カップリング曲
1. Still...
2. ファイトソング
3. 時計じかけのアンブレラ
4. 僕が僕のすべて
5. season
6. 五里霧中
7. 揺らせ、今を
8. スパイラル
9. 夏の終わりに想うこと
10. イチオクノホシ

### アルバム曲
1. エナジーソング〜絶好調超!!!!〜
2. 5×10
3. Love Situation
4. 素晴らしき世界
5. CARNIVAL NIGHT part2
6. Oh Yeah!
7. 風
8. Summer Splash!
9. Yes? No?
10. La tormenta 2004